# Lia Orlandini
Pour les articles homonymes, voir Orlandini.
Lia Orlandini (née le 12 janvier 1896 à Milan dans la région de la Lombardie et morte le 9 avril 1975 à Bologne dans la région de l'Émilie-Romagne) est une actrice italienne.

## Filmographie partielle

### Cinéma

#### Comme actrice
- 1912 : Quo vadis ? d'Enrico Guazzoni
- 1914 : Jules César d'Enrico Guazzoni
- 1939 : Assenza ingiustificata de Max Neufeld
- 1939 : Retroscena d'Alessandro Blasetti
- 1939 : La notte delle beffe de Carlo Campogalliani
- 1940 : Trappola d'amore de Raffaello Matarazzo
- 1940 : L'Intruse (Abbandono) de Mario Mattoli
- 1940 : Giù il sipario de Raffaello Matarazzo
- 1940 : Dopo divorzieremo (it) de Nunzio Malasomma
- 1940 : Cuori nella tormenta de Carlo Campogalliani
- 1942 : Le signorine della villa accanto (it) de Gian Paolo Rosmino
- 1942 : Phares dans le brouillard (Fari nella nebbia) de Gianni Franciolini
- 1942 : La fabbrica dell'imprevisto (it) de Jacopo Comin
- 1943 : Mater dolorosa (it) de Giacomo Gentilomo
- 1943 : Due cuori fra le belve de Giorgio Simonelli
- 1943 : Gioco d'azzardo de Parsifal Bassi
- 1943 : La moglie in castigo (it) de Leo Menardi
- 1943 : Ho tanta voglia di cantare de Mario Mattoli
- 1943 : La casa senza tempo d'Andrea Del Sabbia
- 1945 : All'ombra della gloria (it) de Pino Mercanti
- 1946 : Il mondo vuole così (it) de Giorgio Bianchi
- 1947 : Il corriere di ferro de Francesco Zavatta
- 1947 : Il vento m'ha cantato una canzone de Camillo Mastrocinque
- 1948 : Il fantasma della morte de Giuseppe Guarino
- 1952 : Inganno de Guido Brignone
- 1952 : La voce del sangue de Pino Mercanti
- 1954 : Gran varietà de Domenico Paolella
- 1954 : Lettera napoletana de Giorgio Pàstina
- 1955 : Una sera di maggio de Giorgio Pastina

#### Doublage
- Merle Oberon dans
  - Les Hauts de Hurlevent de William Wyler (1939)
- Thelma Ritter dans :
  - Le Prisonnier d'Alcatraz de John Frankenheimer (1962)
  - La Conquête de l'Ouest d'Henry Hathaway, John Ford et George Marshall (1962)
- Jeanette MacDonald dans :
  - Le Chant du printemps de Robert Z. Leonard (1937)
  - Ma femme est un ange de W. S. Van Dyke (1942)
  - The Sun Comes Up de Richard Thorpe (1949)
- Jean Arthur dans :
  - Une aventure de Buffalo Bill de Cecil B. DeMille (1936)
- Martha Raye dans :
  - Pin Up Girl de H. Bruce Humberstone (1944)
- Mary Astor dans :
  - L'Odyssée des Mormons d'Henry Hathaway (1940)
- Joan Bennett dans :
  - Chasse à l'homme de Fritz Lang (1941)
  - Twin Beds de Tim Whelan (1942)
- Claudette Colbert dans :
  - Le Signe de la croix de Cecil B. DeMille (1932)
- Joan Leslie dans :
  - Repeat Performance d'Alfred L. Werker (1947)
- Anita Louise dans :
  - Le Poids d'un mensonge de William Dieterle (1945)
- Andrea Leeds dans :
  - La Glorieuse Aventure d'Henry Hathaway (1939)
- Gail Patrick dans :
  - Mon épouse favorite (My Favorite Wife) de Garson Kanin (1940)
- Ann Miller dans :
  - Pension d'artistes (Stage Door) de Gregory La Cava (1937)
- Françoise Christophe dans :
  - Femmes libres de Vittorio Cottafavi (1954)
- Rubi Dalma dans :
  - L'argine (it) de Corrado D'Errico (1938)
- Loredana dans :
  - Le roi s'amuse (Il re si diverte) de Mario Bonnard (1941)
- Lucy D'Albert (it) dans :
  - In cerca di felicità (it) de Giacomo Gentilomo (1943)
- Rosalia Maggio dans :
  - Desiderio 'e sole de Giorgio Pàstina (1954)
- Clara Calamai dans :
  - Ettore Fieramosca de Vittorio Cottafavi (1938)
- Cesira Vianello dans :
  - Tombolo, paradis noir de Giorgio Ferroni (1947)
- Laura Carli dans :
  - Bannie du foyer (Tormento) de Raffaello Matarazzo (1950)
- Enrica Dyrell (it) dans :
  - Fils de personne (I figli di nessuno) de Raffaello Matarazzo (1951)